# Eggert Knuth
 Der er flere personer med dette navn, se Eggert Christopher Knuth.
Eggert Christopher lensgreve Knuth (27. februar 1882 på Knuthenborg – 19. marts 1920 i Algier) var en dansk godsejer.
Han var søn af kammerherre, lensgreve Adam Wilhelm Knuth og hustru Margrethe f. baronesse Rosenørn-Lehn. 1888 overtog han grevskabet Knuthenborg og substitutionen for stamhuset Lerchenfeldt. Han var patron for Lolland-Falsters Stiftsmuseum og formand i Landbostandens Sparekasse i Maribo.
1. Han blev gift 6. juli 1903 med Sylvia Mizpah Pio datter af Louis Pio, en af de 3 stiftere af Socialdemokratiet. Hun fødte i 1904 sønnen Frederik Marcus Knuth og i 1911 datteren Eva Knuth. De mødte hinanden i USA til et bal i Florida i 1902 og blev forelskede. Det opsigtsvækkende ægteskab mellem greven og socialistdatteren holdt dog kun ca.10 år, indtil de blev skilt den 30. december 1912.
2. Gift 11. maj 1917, Østofte Kirke med Anne Margrethe (kaldet Grethe) Wennerwald (født 1. maj 1894 i København, død 10. marts 1976, i Maribo). Datter af Kunstmaler Emil Wennerwald og Ingeborg Johanne Emilie Hansen.